# Могута
Могута (рос. Могута) — село Шебалінського району, Республіка Алтай Росії. Входить до складу Улусчергинського сільського поселення.
Населення — 32 особи (2015 рік).